# Hänge und Seitentäler des Oleftals zwischen Gemünd und Schleiden
Koordinaten: 50° 33′ 42″ N, 6° 30′ 10″ O
Das Naturschutzgebiet Hänge und Seitentäler des Oleftals zwischen Gemünd und Schleiden liegt auf dem Gebiet der Stadt Schleiden im Kreis Euskirchen in Nordrhein-Westfalen.
Das aus fünf Teilflächen bestehende Gebiet erstreckt sich nördlich der Kernstadt Schleiden zwischen den Schleidener Stadtteilen Gemünd im Norden und Olef im Südwesten. Es umfasst Hänge und Seitentäler des Oleftales. Am nördlichen Rand des Gebietes verläuft die B 266 und westlich die B 265. Nördlich der nördlichen Teilfläche – auch auf Schleidener Stadtgebiet – erstreckt sich das 53,5 ha große Naturschutzgebiet Meisberg nördlich Mauel.

## Bedeutung
Das etwa 74,0 ha große Gebiet wurde im Jahr 1994 unter der Schlüsselnummer EU-048 unter Naturschutz gestellt. Schutzziele sind
- die Erhaltung traditioneller bäuerlicher Kulturlandschaft der Eifel und
- die Erhaltung und Entwicklung gefährdeter, ehemals landschaftstypischer Lebensräume auf nährstoffarmen Standorten mit Magergrünland, Resten von Bergheide, Feuchtgrünland und Eichenniederwald.[2]